# Philippia nyassana
Philippia nyassana là một loài thực vật thuộc họ Ericaceae. Đây là loài đặc hữu của Malawi. Chúng hiện đang bị đe dọa vì mất môi trường sống.